# Battle Metal
Battle Metal é o primeiro álbum da banda finlandesa de Folk/Symphonic Metal, Turisas. Foi lançado no dia 26 de julho de 2004.

## Faixas
1. "Victoriae & Triumphi Dominus" – 1:27
2. "As Torches Rise" – 4:51
3. "Battle Metal" – 4:23
4. "The Land of Hope and Glory" – 6:22
5. "The Messenger" – 4:42
6. "One More" – 6:50
7. "Midnight Sunrise" – 8:15
8. "Among Ancestors" – 5:16
9. "Sahti-Waari" – 2:28
10. "Prologue for R.R.R." – 3:09
11. "Rexi Regi Rebellis" – 7:10
12. "Katuman Kaiku" – 2:22

## Créditos
- M.D.G. Nygård –  	 Vocais, Gravações, Programação, Percussão
- Tuomas Lehtonen 	 –   Bateria, Percussão
- Antti Ventola  –  	 Teclado, Piano, Órgão
- Georg Laakso 	 –   Guitarra
- Jussi Wickström  –  	 Guitarra, Baixo, Contrabaixo

Participações
- Hannu Horma  – 	 Vocal de apoio
- Emmanuelle Zoldan  – 	 Vocal feminino
- Olli Vänskä  – 	 Violino
- Riku Ylitalo  – 	 Acordeon